# Carignano del Sulcis rosso passito
Il Carignano del Sulcis rosso passito è un vino DOC la cui produzione è consentita nella provincia di Cagliari.

## Caratteristiche organolettiche
- colore: da rosso all'ambrato
- odore: intenso, caratteristico
- sapore: dolce, morbido, vellutato

## Produzione
Provincia, stagione, volume in ettolitri
- nessun dato disponibile